# سد کلان
سد کلان سدی در غرب ایران است که در ۳۰ کیلومتری جنوب شهر ملایر قرار دارد. سد کلان ملایر بزرگ‌ترین سد استان همدان است. مطالعات اولیه اجرایی و فنی این سد در سال ۱۳۸۰ و عملیات اجرایی ساخت در خرداد سال ۱۳۸۲ آغاز شد. در این سد مانند سد مسجد سلیمان، سیاه بیشه و شهید عباسپور از توربین‌های ساخت آلمان استفاده شد. عملیات نصب تجهیزات مربوط مطابق برنامه‌های زمانی ارائه شده در مرداد ۱۳۸۹ به اتمام رسید.

## نام گذاری
نام سد کُلان (کلون) از رودخانه کلان و روستای کلان که در بالادست سد قرار گرفته است گرفته شده است.

## هدف‌های ساخت سد
کاربری اصلی این سد تأمین آب آشامیدنی شهر ملایر و تأمین آب کشاورزی اراضی روستاهای شهرستان ملایر بوده است. کاربری شاخص دیگر این سد هم به عنوان یکی از جاذبه‌های تفریحی و اقامتی منطقه است.
به‌طور کلی کاربری‌های این سد به شرح ذیل است:
1. تأمین آب آشامیدنی شهر ملایر
2. تأمین آب کشاورزی اراضی کشاورزی روستاهای شهرستان ملایر
3. تأمین محل تفرج منطقه‌ای با توجه به جذابیت‌های توریستی روستاهای اطراف سد
4. کنترل طغیان و جلوگیری از خسارات ناشی از سیل[۲][۵]

## حوزه آبریز سد کلان
آب سد کلان از مناطق کوهستانی لرستان تأمین می‌شود.

## دریاچه سد
دریاچه سد کلان در جنوب این سطح در اراضی دهستان‌های بخش زند شهرستان ملایر قرار دارد. حجم دریاچه سد کلان بالغ بر ۴۵ میلیون متر مکعب است.

## نگارخانه

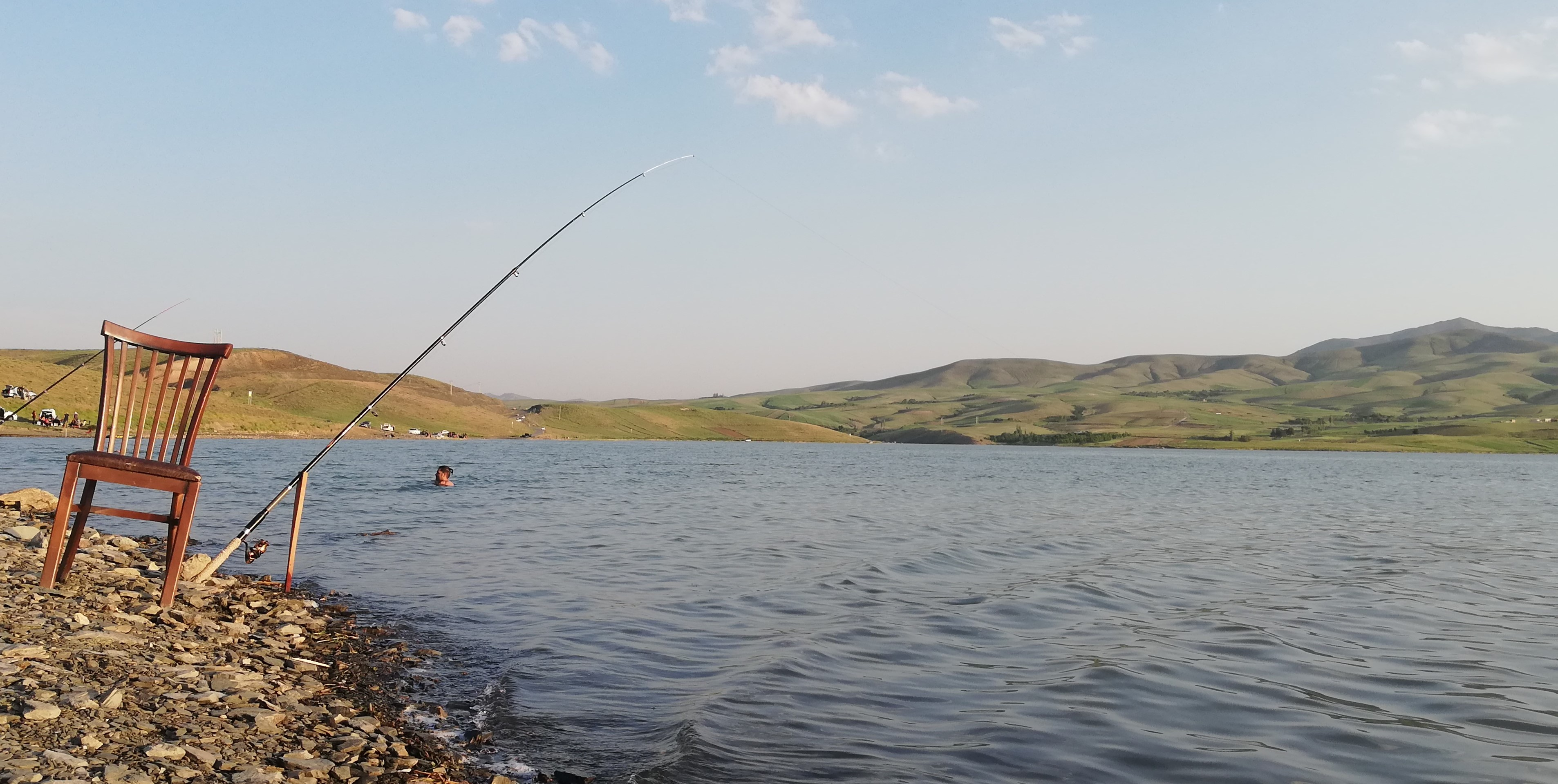
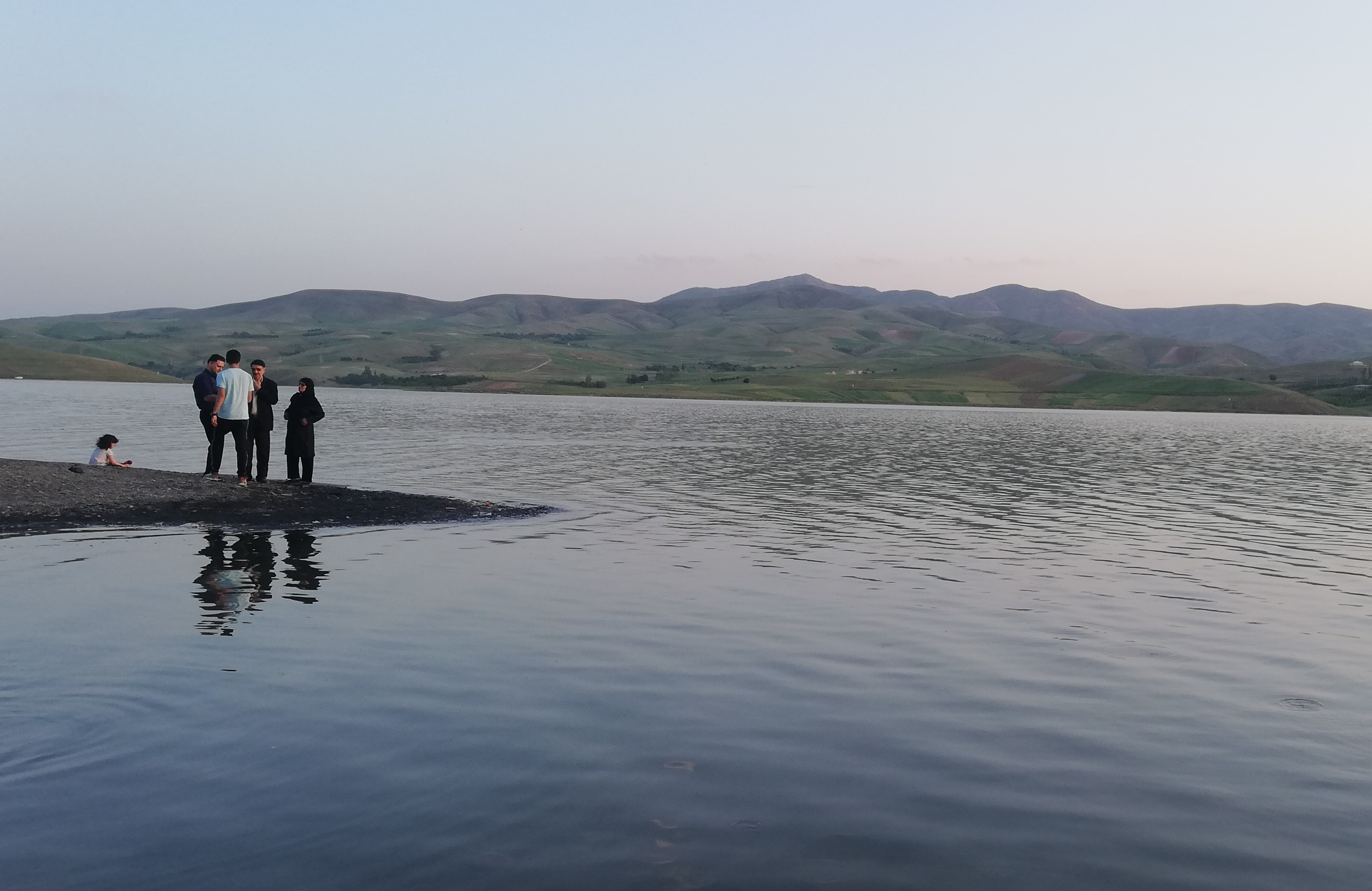
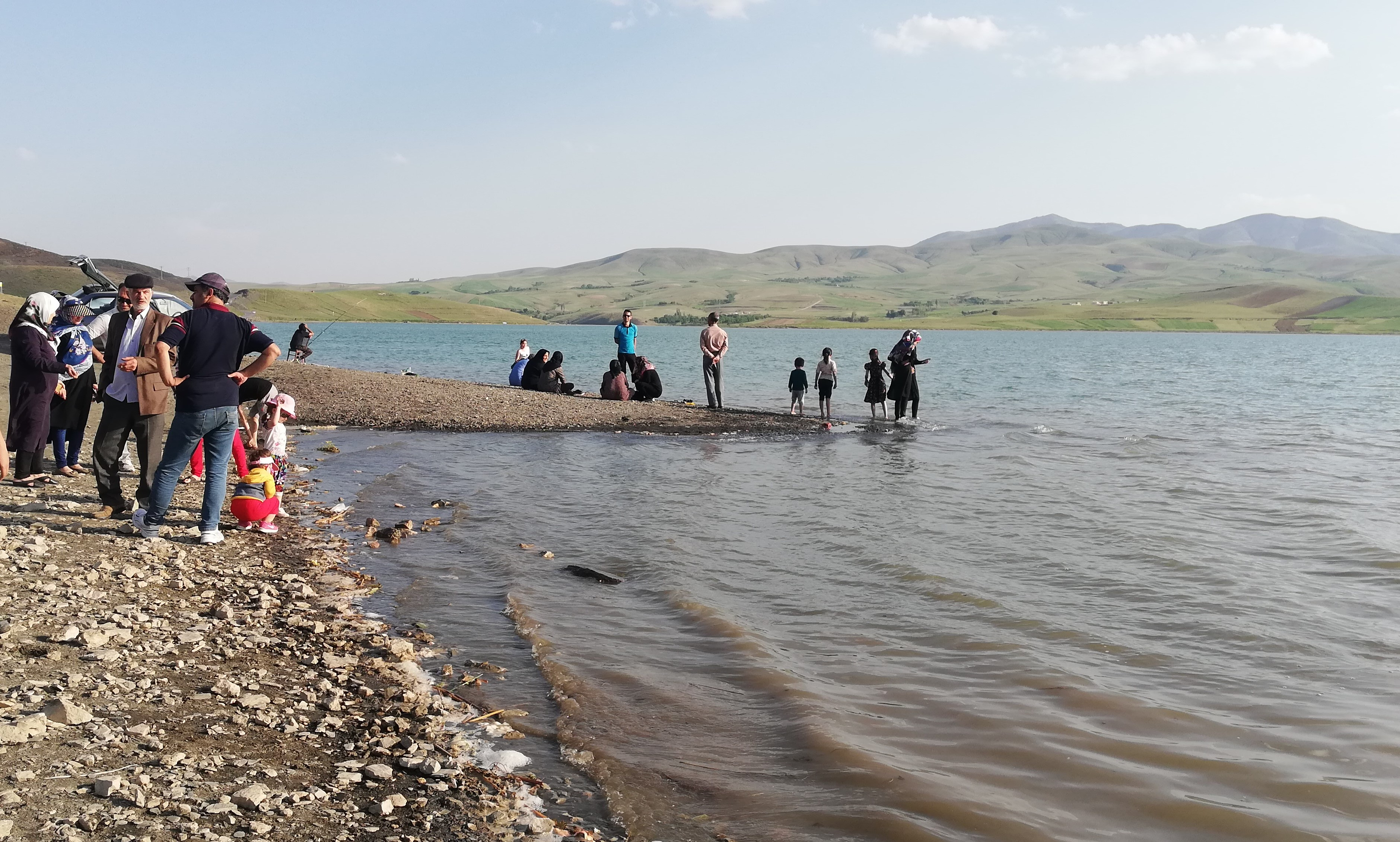
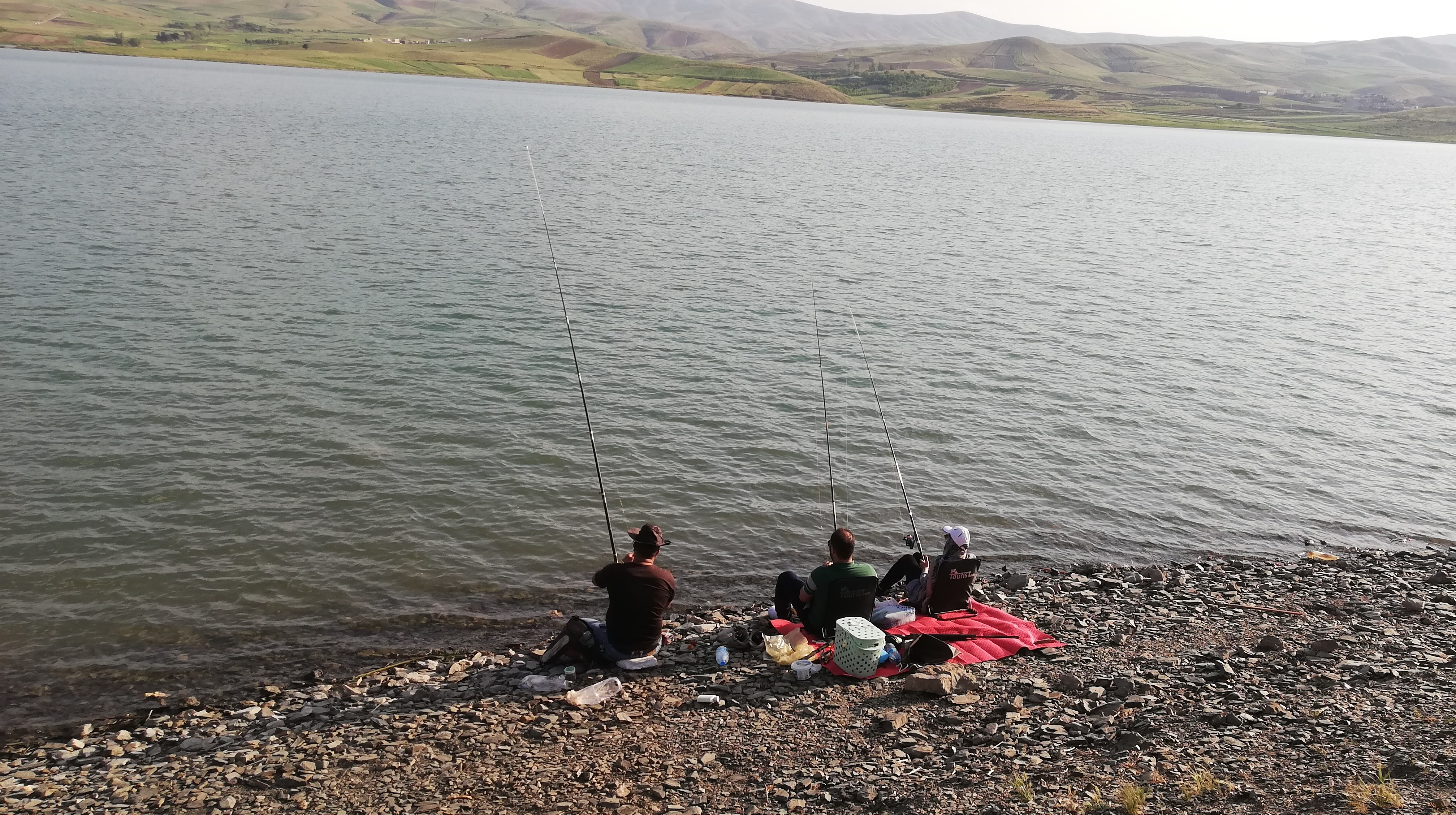